# Інформаційний центр «Майдан Моніторинг»
Інформаційний центр «Майдан Моніторинг» — недержавна, неприбуткова громадська організація, зареєстрована в Харківській області 23 листопада 2012 року.

## Історія
У 2012 році члени ГІМЦ «Всесвіт» спробували офіційно розширити напрямки своєї діяльності, але реєстратор відмовив в цьому. В результаті, було створено нову громадську організації — «Інформаційний центр „Майдан Моніторинг“», який став наступником ГІМЦ «Всесвіт».
«Інформаційний центр „Майдан Моніторинг“» також є юридичним представником зареєстрованої шляхом повідомлення організації «Альянс «Майдан»».
Під час подій Євромайдану «Інформаційний центр „Майдан Моніторинг“» став ініціатором проведення у Харкові Першого Всеукраїнського форуму Євромайданів
Організація виступила співорганізатором першого Форуму Солідарності Волонтерів України, який відбувся 19 вересня 2014 року у Харкові і зібрав близько 70 спікерів та 300-та гостей з 20-ти міст України.

## Напрямки роботи та основні завдання
Основними напрямами роботи та завданнями Інформаційного центру «Майдан Моніторинг» є:
- моніторинг дотримання громадянських і політичних прав громадян України;
- сприяння участі громадськості в освітніх, наукових, культурних програмах та діяльності з питань дотримання конституційних прав і свобод, захисту культурних та економічних прав та інтересів, а також становленню в Україні демократичного громадянського суспільства та правової держави;
- сприяння доступу громадськості до інформації та знань у сфері реалізації та захисту конституційних прав і свобод громадян України;
- розробка, впровадження і популяризація інструментів прямої демократії в Україні;
- сприяння розвитку правової та інформаційної культури;
- підтримка інформаційних ресурсів, сайтів «Майдан»[7], «Право Знати»[8], «Проти катувань»[9], «Влада і соціум»[10];
- науково-практична діяльність в галузі соціальних та політичних наук та інформаційних технологій.

## Проєкти та кампанії

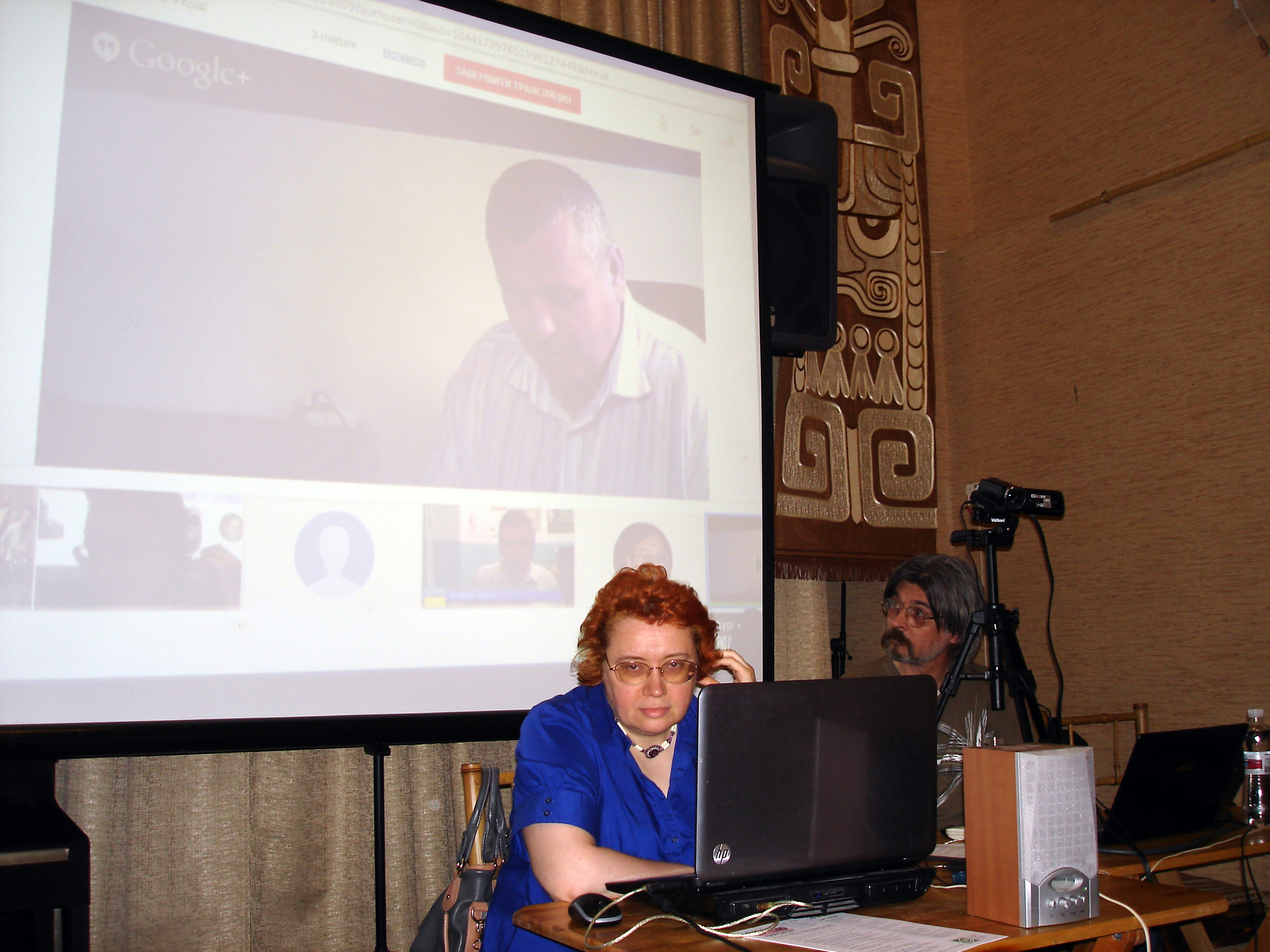
Відкриті дискусії «Maidan Reload».
Модератори — Наталія Зубар та Віктор Гарбар. Харків, червень 2013

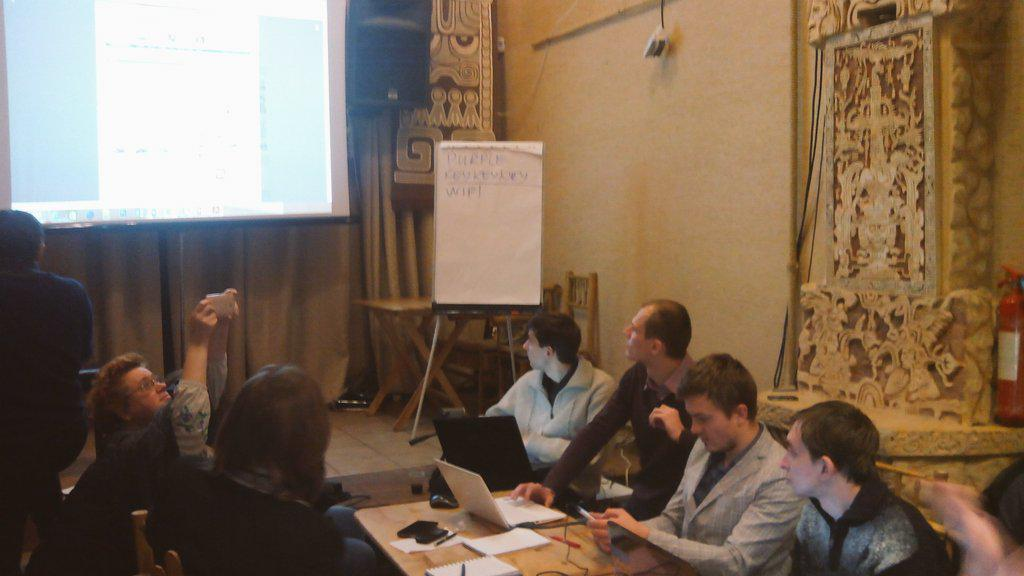
Семінар тренерів «Школи інформаційної безпеки».
Харків, 2014

- Моніторинг Верховної Ради: кампанія за особисте голосування стартувала у 2011 році із сайту «Майдан»[11][12], яка пізніше була розвинута рухом «Чесно». Громадські активісти, звернувши увагу на це порушення Конституції України привернули увагу громадськості та почали примушувати до відповідальності депутатів Верховної Ради України.[13]
- Вільні дискусії «Maidan Reload»: проєкт було започатковано у лютому 2013 року "Інформаційний центр «Майдан Моніторинг» за участі Харківської правозахисної групи та НКЦ «Indie», який передбачав новий формат відкритих дискусій «Maidan Reload» з можливістю обговорення до, під час та після дискусії, а також її пряму трансляції через Youtube. Проєкт активно працював у лютому — жовтні 2013 року, а також у грудні 2013 — січні 2014 року під час подій Євромайдану.[14] Протягом 2014 року відбулось кілька заходів в рамках проєкту «Maidan Reload».[15][16][17] За час функціювання проєкту було проведено понад 30 відкритих дискусій.[14]
- Виставка «Майдан Гідності»: всеукраїнська пересувна виставка картин українських художників, присвячених Революції гідності, що була експонована у Тернополі, Бережанах (Тернопільська область)[18][19], Хмільнику (Хмельницька область)[20]
- Від булави до балаклави: науково-мистецький проєкт, в рамках якого відбулась інтелектуально-мистецька конференція «Від булави до балаклави», організована виставку «Народна війна» про події Української революції 1917—1920 років та селянського опору більшовикам 1920-х — початку 1930-х років, що експонувалася у Харківському планетарії імені Ю. О. Гагаріна,[21][22] а також просвітницько-мистецький захід «Країна руками дітей» (майстер-класи для дітей з художньої творчості)[23]
- Семінари та тренінги з інформаційної безпеки та користування соціальними медіа для громадських активістів та місцевих журналістів[24]
- Школа інформаційної безпеки: школа для громадських активістів та журналістів щодо правильної роботи з інформацією, розпізнавання фейків, роботи з соціальними медіа та роботі з інформацією у Вікіпедії в умовах інформаційної війни.[25][26]

### Моніторинг виборів до Верховної Ради 2012
З метою виявлення фактів порушень під час виборів до Верховної Ради України 2012 року було створено інтерактивну карту порушень. Крім того, було ініційовано волонтерських громадський рух «Народна ЦВК» з метою зібрати незалежні дані про результати парламентських виборів в України 2012 року.
Міжнародна Громадська Місія Спостереження за Парламентськими Виборами в Україні [Архівовано 13 грудня 2012 у Wayback Machine.] в підсумковому звіті від 30 листопада 2012 року зазначила, що «НУО повідомляли про численні порушення закону про вибори на всіх етапах виборчої кампанії, в тому числі таких інцидентів, як помилкове розмежування виборчих округів, підкуп виборців і чорний піар під час виборчої кампанії, а також порушення в день виборів і після. За заявами опублікованими „ОПОРОЮ“ і „Майданом“, порушення були масові і системні».
За результатами моніторингу виборів до Верховної Ради України 2012 року була видана в січні 2013 року книга «Майдан Моніторинг: Вибори 2012», в якій йдеться про особливості реалізації права обирати і бути обраним в українських реаліях. В ній також документально доведено системний характер порушень під час виборів на основі кількісних і якісних показників, правових і комунікативних інструментів та фактів порушень, а також викладено методику проведення моніторингу.

### Моніторинг громадянських і політичних прав
З 2011 року організація проводить моніторинг прав політичних свобод в Україні — свободи мирних зібрань, свободи інформації, свободи слова, свободи вираження, свободи совісті, а всі зафіксовані факти порушень відображає за допомогою інтерактивної карти порушень.
Інформаційний центр «Майдан Моніторинг» з 2012 року реалізує кампанію з моніторингу дотримання права на мирні зібрання в Україні було виявлено низку системних проблем, серед яких наявність антиконституційних місцевих порядків, які регламентують проведення мирних зібрань. Проєкт реалізується за підтримки міжнародного фонду «Відродження»
В результаті звернень організації до прокуратур з вимогою оскаржити наявність таких місцевих порядків призвело до того, що низці населених пунктів прокуратура опротестувала їх наявність (Луцьк, Херсон — 2012; Нова Каховка Херсонської області — 2013), і пізніше вони були скасовані самими місцевими радами (м. Тараща Київської області, Хорол Полтавської області — 2013; Кагарлик Київської області — 2014) або через суд (Херсон — 2012). Так, в результаті моніторингу та реагування активістів організації станом на початок вересня 2013 року у близько 30 населених пунктах України були скасовані місцеві положення про проведення мирних зібрань. У містах, де такі місцеві порядки щодо мирних зібрань були скасовані, кількість судових заборон мирних зібрань зменшилась або не було заборонено жодного мирного зібрання (напр., у Херсоні у 2012 році).
Під час моніторингу незаконного примусу було виявлено факти про неправовий примус у школах щодо батьків щодо наявності в дітей певної форми на певних подіях, що було визнано Міністерством освіти і науки України.
На пропозицію організації 10.02.16 було в перший раз офіційно призначено окремого представника Уповноваженого Верховної Ради України у справах захисту військовослужбовців

## Організація

### Керівництво
- Наталія Зубар — Голова Правління

### Географічне охоплення членів організації
- Члени організації представляють Україну (Київ, Харків, Одеса, Львів, Тернопіль, Бережани, Сімферополь, Кіровоград, Вінниця, Ужгород, Кременчук, Полтава, Дніпропетровськ, Запоріжжя, Донецьк, Дружківка, Сарни, Краматорськ). Польщу, Словенію, США та Канаду.[1][2].

## Партнери
Інформаційний центр «Майдан Моніторинг» активно співпрацює з громадською організацію «Альтернатива» (смт. Пісочин, Харківська область)

## Міжнародна співпраця
У жовтні 2014 року було підписано першу угоду щодо міжнародної співпраці з Головною контрольною палатою (Najwyższa Izba Kontroli) за підтримки польської неурядової організації «Товариство 4 червня»

## Відзнаки
- Подяка Представника Уповноваженого Верховної Ради України з прав людини за співпрацю під час проєкту «Майдан Моніторинг: Вибори 2012»[45].